# Aguieiras
Aguieiras is een plaats (freguesia) in de Portugese gemeente Mirandela en telt 375 inwoners (2001).